# Sociedad Thoreau
La Sociedad Thoreau (Thoreau Society) es una sociedad literaria que se dedica a promover el conocimiento sobre Henry David Thoreau, con sede en Concord, Massachusetts, Estados Unidos. Fundada en 1941, contribuye a la difusión del conocimiento sobre Henry David Thoreau a través de libros, manuscritos y objetos relacionados con Thoreau y sus contemporáneos, alentando el uso de sus colecciones y publicando artículos en dos periódicos editados por la Sociedad.

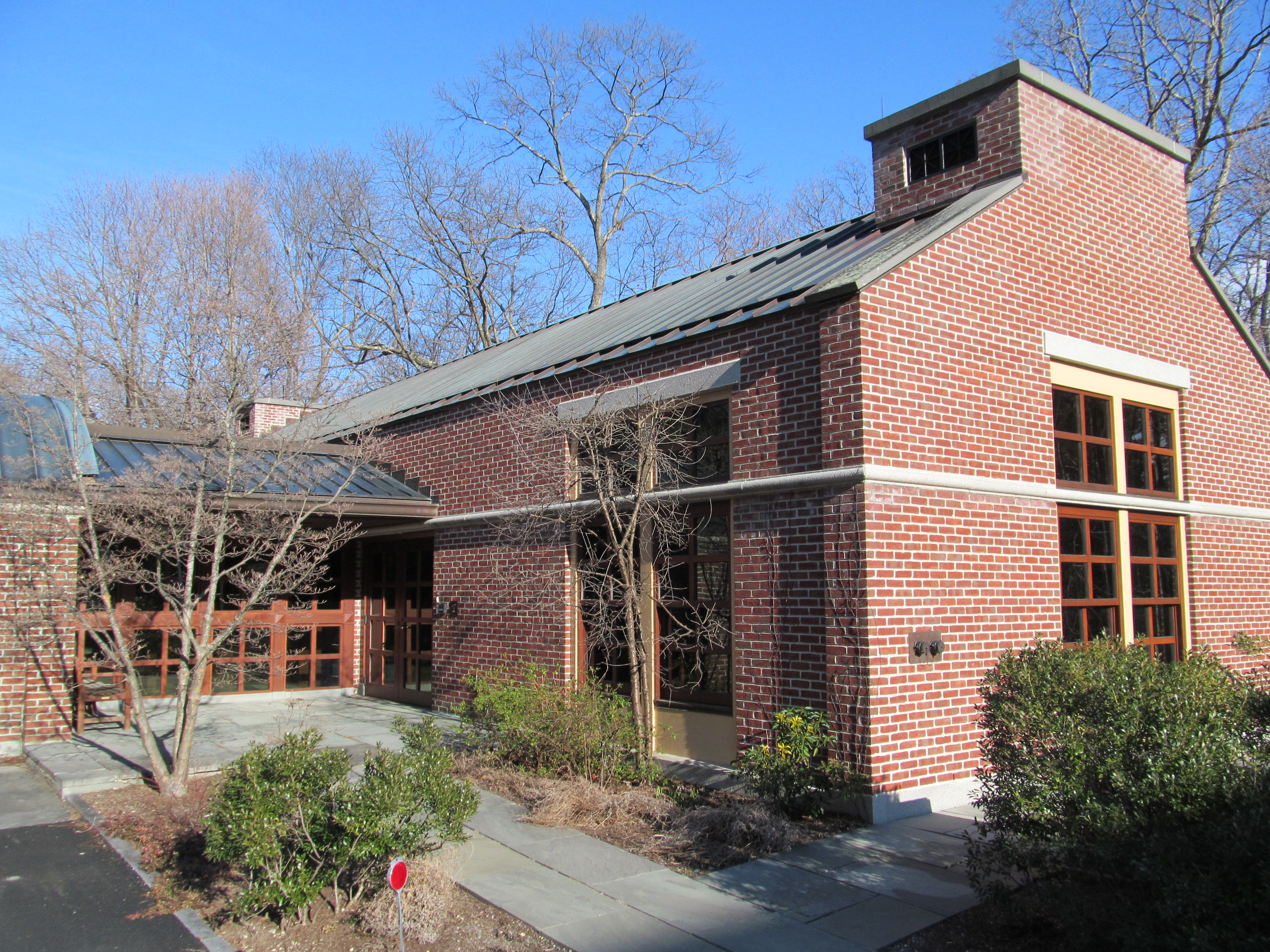
Biblioteca del Instituto Thoreau, en Lincoln, Massachusetts.

Los archivos de la Sociedad Thoreau se encuentra en la Biblioteca del Instituto Thoreau del Proyecto Walden Woods, organización sin ánimo de lucro igualmente comprometida con la preservación del legado de Henry David Thoreau, situada en la Casa Henry Higginson, en Lincoln, Massachusetts. Este repositorio incluye las colecciones de Walter Harding y Raymond Adams, dos de las más sobresalientes autoridades de referencia acerca de la vida y obra de Thoreau, así como fundadores de la Sociedad Thoreau. También alberga la colección de Roland Robbins, quien descubriera el lugar donde se ubicó la casa de Thoreau junto al lago Walden.